# Konzil von Konstantinopel (382)
Die Synode von Konstantinopel war eine regionale Kirchenversammlung im Sommer des Jahres 382, also im Jahr nach dem Ersten Konzil von Konstantinopel, mit dem es nicht zu verwechseln ist. Die Synode stand demgemäß ganz unter dem Eindruck jenes zweiten ökumenischen Konzils, das den Sieg der orthodox-trinitarischen Lehre über den Arianismus im so genannten Arianischen Streit brachte. Maßgeblich am Erfolg der Trinitarier war auch Kaiser Theodosius I. beteiligt, der auch die Synode von Konstantinopel einberief und der selbst, im Gegensatz zu einigen vorherigen arianischen Kaisern, der trinitarischen Lehre anhing. Einige Beschlüsse, wie das nicäno-konstantinoplische Glaubensbekenntnis und die Canones 5 und 6 werden häufig dem Konzil von 381 zugeschrieben, wurden aber möglicherweise tatsächlich erst auf der Synode von 382 beschlossen.
Erhalten geblieben ist das Einladungsschreiben an den römischen Bischof Damasus I., in dem auf die Verfolgung der trinitarischen Lehre durch die Arianer und auf die im Konzil von 381 beschlossene Lehre der Trinität mit ihren drei vollkommenen Hypostasen Vater, Sohn und Heiliger Geist hingewiesen wird. Außerdem wird mit Befriedigung festgehalten, dass nunmehr auch die apostolischen Stühle in Konstantinopel, Alexandria, Antiochia und Jerusalem wieder in den Händen der „Rechtgläubigen“ seien. Damasus hat unterdessen auf der im gleichen Jahr in Rom abgehaltenen Synode (Synode von Rom (382)) seinen Vorranganspruch gegenüber den anderen Patriarchen bekräftigt.